# Авгерис, Маркос
Ма́ркос Авге́рис (имя при рождении — Гео́ргиос Пападо́пулос) (греч. Μάρκος Αυγέρης; 18 февраля 1884, Янина — 8 июня 1973. Афины) — греческий поэт, прозаик, драматург, журналист, переводчик и литературный критик, политик.

## Биография
Сын фармацевта.
Среднее образование получил в родном городе, затем изучал медицину в университете Афин (1907). По образованию врач.
Дебютировал со стихами в 1904 году. Будучи студентом, написал социальную пьесу «Перед народом», которая с успехом была поставлена в театре «Новая сцена» Христоманоса. Свои стихи публиковал в тогдашнем литературном объединении молодых писателей «Игисо». В то же время начал писать литературную критику и статьи. Постоянный сотрудник ряда периодических изданий Греции. Выступал на страницах прогрессивной печати в защиту реалистического искусства и национальных традиций.
Один из первых критиков-марксистов в Греции, опубликовал книги о творчестве К. Паламаса (1943), Т. С. Элиота (1951), А. Сикелианоса (1953), статьи о Д. Соломосе, А. Калвосе, А. Пападиамандисе, Ф. М. Достоевском.
Автор поэтического сборника «Бей с тамбурой» (1907), «Встречные и параллельные» (1969), драмы «Перед людьми» (пост. 1904), «Рождество» (1972—1974).
На его поэзию частично повлияла народная песня. Во время Второй мировой войны писал смелые стихи против нацизма. В послевоенные годы работал штатным сотрудником печатного органа ЭДА «Авги». Член Коммунистической партии Греции и Фронта национального освобождения страны. Подвергался гонениям. Оставался до смерти верным своим левым и социальным идеям.
Был женат на писательнице Галатее Казандзаки.
Умер в Афинах.